# Santo Domingo Este
Santo Domingo Este ou São Domingos Este é uma cidade, situada na província de Santo Domingo, na República Dominicana. 